# Rotstekeningen van Møllerstufossen

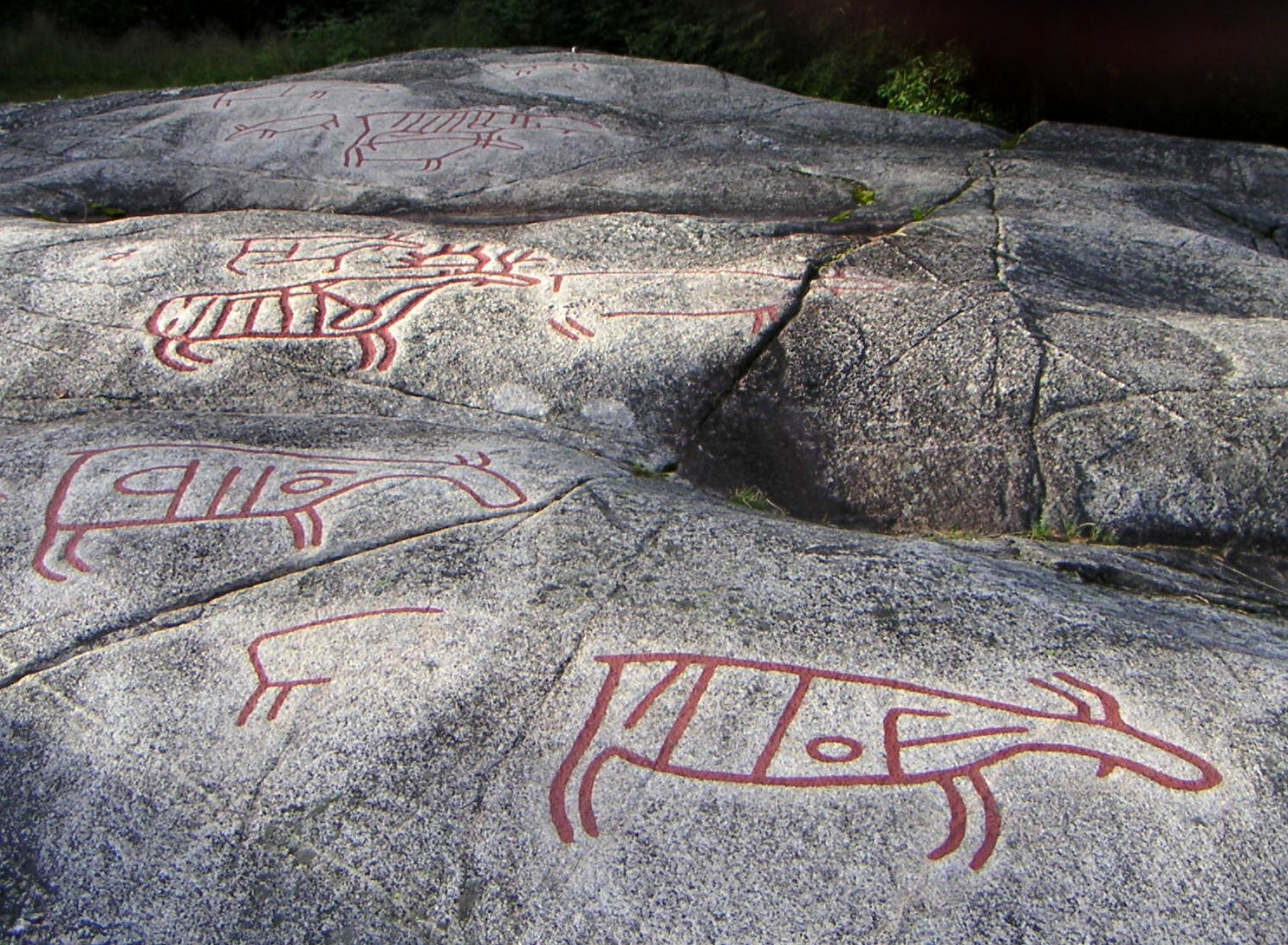
Enkele van de rotstekeningen

De rotstekeningen van Møllerstufossen zijn een aantal petrogliefen van hoofdzakelijk elanden nabij de waterval Møllerstufossen in de Noorse gemeente Nordre Land. De ouderdom van de tekeningen wordt op zo'n 6000 jaar geschat. De grootste rotstekening meet ongeveer 90 centimeter en de gehele site is circa 20 vierkante meter groot.
De tekeningen zijn opnieuw ingekleurd en een houten brug maakt de locatie bereikbaar, terwijl het de tekeningen voor slijtage behoedt.